# Alain Berset

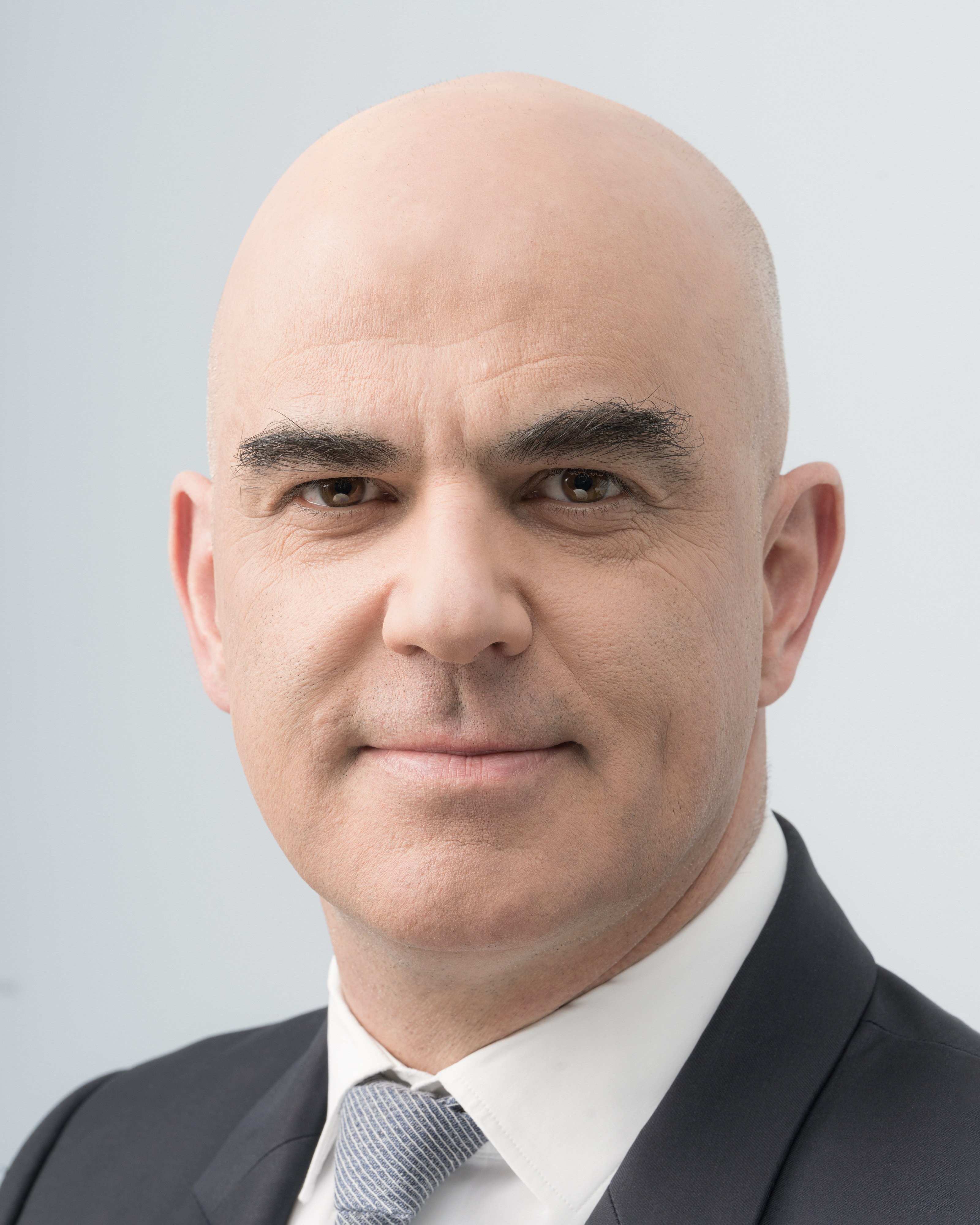
Alain Berset (offizielles Bundesratsporträt für das Jahr 2023)

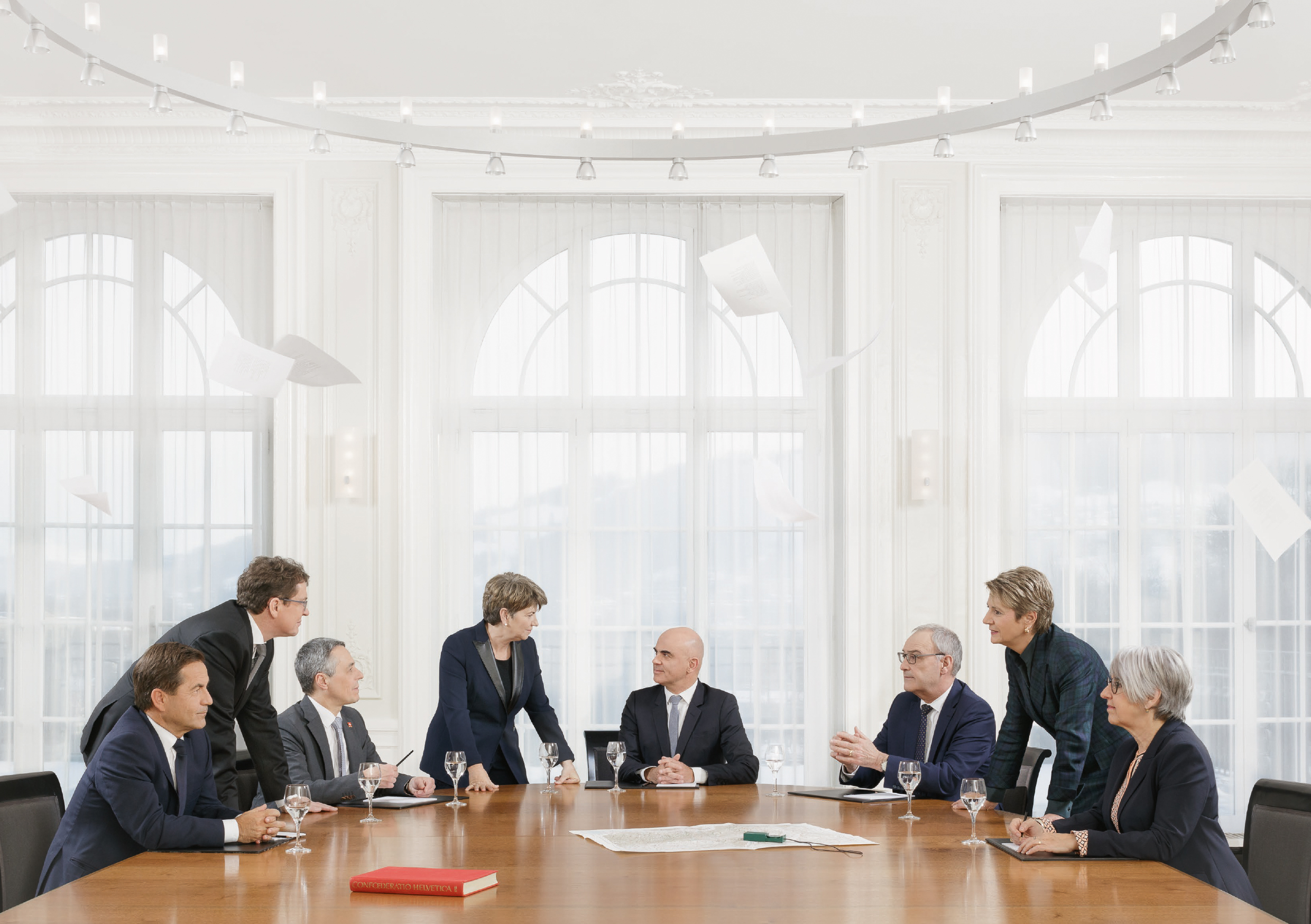
Alain Berset (fünfter von links) auf dem offiziellen Bundesratsfoto 2023

Alain Berset ([alɛ̃ bɛʁsɛ]; * 9. April 1972 in Freiburg; heimatberechtigt in Misery-Courtion) ist ein Schweizer Politiker (SP). Er war von 2012 bis 2023 Bundesrat und Vorsteher des Eidgenössischen Departements des Innern (EDI). 2018 und 2023 amtierte er als Bundespräsident der Schweizerischen Eidgenossenschaft. Seit 2024 ist er Generalsekretär des Europarats.

## Leben, Ausbildung, Berufstätigkeit
Berset verbrachte seine Jugend in Belfaux im Kanton Freiburg, wo er heute noch lebt.
Er stammt aus einer Familie von Laufsportlern. Seine Mutter Solange Berset wurde 1987 Vize-Schweizermeisterin im Marathonlauf, sein Vater erreichte 55 Minuten im Murtenlauf (17,2 km), ein Onkel (Jean-Pierre, 5000 m) und ein Cousin (Nicolas, 1500 m) waren Läufer auf internationalem Niveau. Mit 17 Jahren wurde er Westschweizer Junioren-Meister im 800-Meter-Lauf. Zusammen mit Verwandten erzielte er zahlreiche noch heute bestehende Club-Rekorde für seinen Verein, den CA Belfaux.
Er besuchte die Mittelschule in Freiburg und studierte an der Universität Neuenburg, wo er sein Studium 1996 mit einem Lizentiat in Politikwissenschaft (Lic. ès sc. pol.) respektive 2005 mit einem Doktorat in Wirtschaftswissenschaften abschloss.
Von 1996 bis 2000 war er Assistent und wissenschaftlicher Mitarbeiter an der Universität Neuenburg und danach bis 2001 Gastforscher am HWWA-Institut für Wirtschaftsforschung in Hamburg. Ab 2006 war er als selbständiger Strategie- und Kommunikationsberater tätig.
Von 2007 bis 2011 war er Präsident der Schweizerischen Vereinigung der AOP-IGP.
2009 erwarb er eine Pilotenlizenz und nutzt diese gelegentlich privat. Beim Flug in militärisches Sperrgebiet wurde er am 5. Juli 2022 als Pilot einer Cessna 182 durch zwei Rafale der Französischen Luftstreitkräfte abgefangen.
Er ist verheiratet und Vater von drei Kindern.
Berset wurde 2019 Opfer eines Erpressungsversuchs einer ehemaligen Geliebten. Die Frau wurde 2020 wegen versuchter Erpressung zu einer bedingten Geldstrafe verurteilt. Die Geschäftsprüfungskommissionen beider Räte teilten nach einer Untersuchung 2022 mit, sie hätten weder Unregelmässigkeiten beim Vorgehen der Strafverfolgungsbehörden noch einen missbräuchlichen Einsatz von Bundesmitteln durch Berset festgestellt.

## Politik

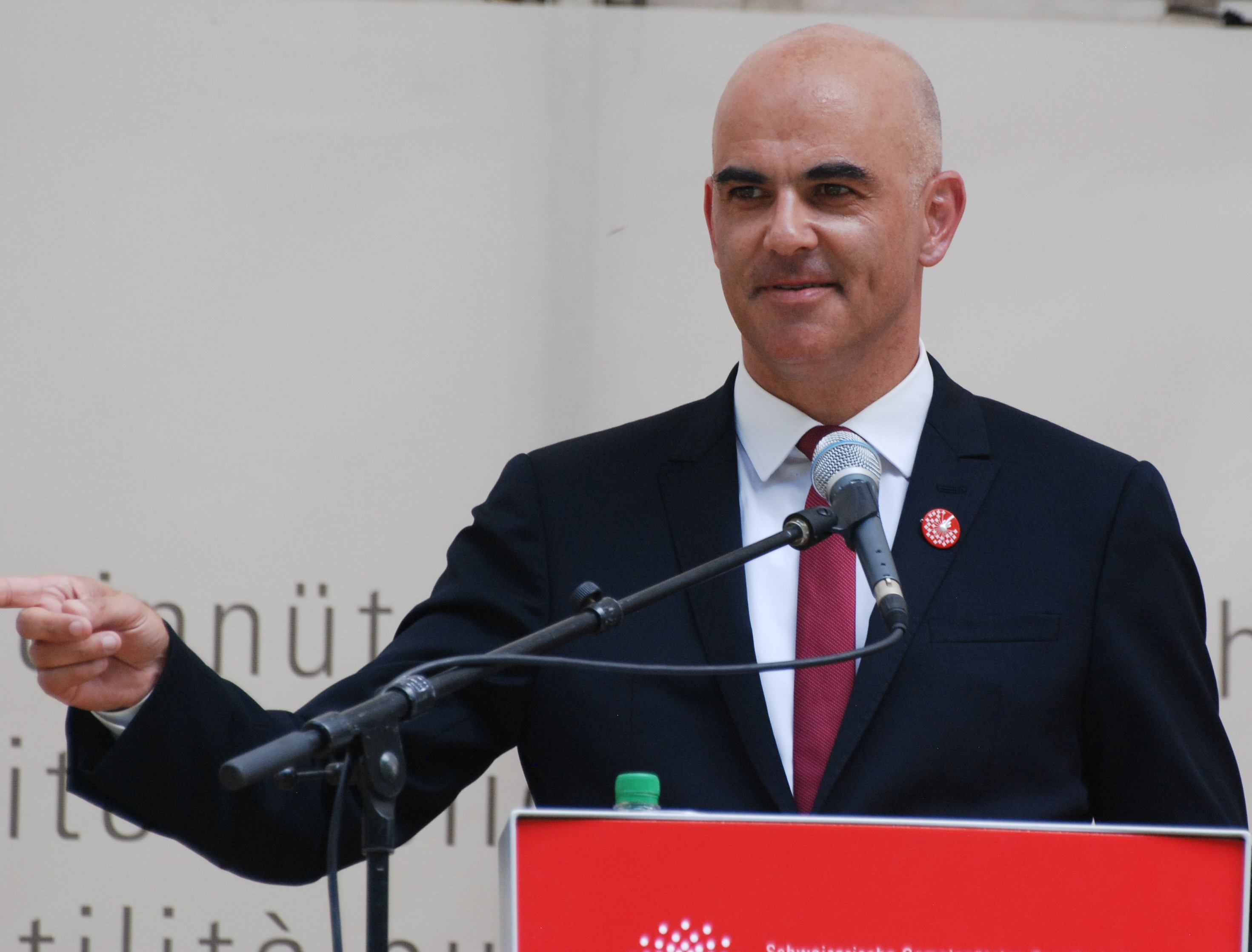
Alain Berset am 1. August 2018 als Bundespräsident bei seiner Ansprache auf dem Rütli

Alain Berset entstammt einer SP-Familie. Bereits sein Grossvater und auch seine Mutter sassen im Freiburger Kantonsparlament, dem Grossen Rat. Von 2000 bis 2004 war Alain Berset Mitglied des Verfassungsrats des Kantons Freiburg, wo er die SP-Fraktion präsidierte. Von 2001 bis 2003 vertrat er die SP im Generalrat in Belfaux. Zudem war er politischer Berater des Neuenburger Volkswirtschaftsdirektors Bernard Soguel.
Bei den Schweizer Parlamentswahlen 2003 wurde Berset als Vertreter des Kantons Freiburg in den Ständerat gewählt, als jüngstes Mitglied der Kleinen Kammer. Er setzte sich im zweiten Wahlgang gegen den bisherigen Standesvertreter, Jean-Claude Cornu (FDP), durch. Im Dezember 2005 wurde er Vizepräsident der Sozialdemokratischen Fraktion der Bundesversammlung. Bei den Wahlen 2007 verfehlte er im ersten Wahlgang das absolute Mehr. Da seine Konkurrenten (darunter erneut Cornu) aber darauf verzichteten, im zweiten Wahlgang anzutreten, wurde Berset in stiller Wahl für vier weitere Jahre bestätigt. Bei den Wahlen 2011 wurde er im ersten Wahlgang wiedergewählt.
In seiner Amtszeit als Ständerat war er Mitglied mehrerer Kommissionen des Ständerates, 2009 bis 2011 Präsident der Staatspolitischen Kommission und Mitglied der Finanzdelegation der Bundesversammlung. 2008/2009 war er Ständeratspräsident.
Bei der Bundesratswahl im Dezember 2011 wurde er nach dem Rücktritt von Bundesrätin Micheline Calmy-Rey als einer der beiden offiziellen SP-Kandidaten im zweiten Wahlgang mit 126 Stimmen (absolutes Mehr: 123 Stimmen) als 115. Bundesrat der Schweiz gewählt. Er trat am 1. Januar 2012 das Amt als Vorsteher des Departements des Innern EDI an, während sein Vorgänger im EDI, Didier Burkhalter, Nachfolger von Calmy-Rey im Eidgenössischen Departement für auswärtige Angelegenheiten (EDA) wurde. Im Dezember 2015 wurde er mit 210 Stimmen wiedergewählt, im Dezember 2019 mit 214 Stimmen. Am 6. Dezember 2017 wurde er mit 190 von 210 gültigen Stimmen zum Bundespräsidenten für das Amtsjahr 2018 gewählt, am 7. Dezember 2022 mit 140 von 181 gültigen Stimmen zum Bundespräsidenten für das Jahr 2023.
Berset blieb während seiner ganzen Amtszeit im EDI, also zuständig für zwei der schwierigsten Dossiers: die Altersvorsorge und das Gesundheitswesen. Bei der Altersvorsorge trieb er in den ersten fünf Jahren «ein Ungetüm von einer Vorlage» (NZZ) voran, mit der er die AHV und die Pensionskassen gleichzeitig reformieren wollte. Der Bundesrat brachte das Projekt Altersvorsorge 2020 dank einer Allianz von SP und CVP durch das Parlament; die Vorlage des Parlaments scheiterte jedoch 2017 in der Volksabstimmung. In der Gesundheitspolitik machte er Druck bei den Medikamentenpreisen und bei den Arzttarifen, setzte sich aber gegen die Lobbys nicht durch.
Als «Bundesrat des Ausserordentlichen» (NZZ) erwies sich Berset jedoch in der COVID-19-Pandemie. Beim Untersuchen einer Indiskretion stiess der Sonderermittler Peter Marti allerdings darauf, dass der Kommunikationschef von Berset, Peter Lauener, mit dem CEO von Ringier, Marc Walder, einen steten Austausch gepflegt und dabei auch Beschlüsse des Bundesrates vorweggenommen hatte. Lauener trat am 8. Juni 2022 wegen eines Strafverfahrens zurück, CH Media veröffentlichte im Januar 2023 seinen Mailaustausch mit Walder. Das Parlament forderte deshalb eine Untersuchung, was Berset von den mutmasslichen Amtsgeheimnisverletzungen seines engsten Mitarbeiters gewusst hatte. Die Geschäftsprüfungskommissionen (GPK) von National- und Ständerat veröffentlichten ihren Bericht am 17. November 2023. Sie stellten zwar fest, Berset habe vom Austausch zwischen Lauener und Walder gewusst; es ergaben sich aber keine Hinweise auf die Verwendung der übermittelten Informationen in der Berichterstattung. Die beiden GPK beklagten, dass die steten Indiskretionen aus dem Bundesrat zu einem grossen Vertrauensverlust innerhalb der Landesregierung geführt hätten.
Am 21. Juni 2023 kündigte Berset an, am Ende seines Präsidialjahrs bei der Bundesratswahl 2023 nicht mehr zu kandidieren. Damit schied er per Ende 2023 aus dem Amt. Sein Nachfolger als Bundesrat wurde Beat Jans, den Vorsitz des Eidgenössischen Departements des Innern übernahm Elisabeth Baume-Schneider.
Am 25. Juni 2024 wurde er mit einer relativen Mehrheit von 114 Stimmen im zweiten Wahlgang zum Generalsekretär des Europarates gewählt. Er trat das Amt am 18. September 2024 an.